# ナタリー・エヴァンス (ボウズ・パークのエヴァンス女男爵)
ボウズ・パークのエヴァンス女男爵ナタリー・ジェシカ・エヴァンス（Natalie Jessica Evans, Baroness Evans of Bowes Park, MBE, PC 1975年11月29日 - ）は2016年から貴族院院内総務を務めるイギリスの政治家。保守党に所属し、2014年に一代貴族に叙された。

## 生涯
ロックポート・スクール、ヘンリエッタ・バーネット・スクール、ケンブリッジ大学ニュー・ホールで教育を受けた。ニュー・ホールでは社会政治学を学び、1998年に卒業した。
2010年5月、ハーリンゲイ・ロンドン自治区でバウンズ・グリーン区議選（定数3）に出馬したが、647票しか得られず落選した。
2010年11月5日、ポリシー・エクスチェンジの副総裁として、ポリシー・エクスチェンジが開催したイベントで内務大臣テリーザ・メイの講演に先立って彼女を紹介した。
エヴァンスは2011年よりニュー・スクールズ・ネットワークの最高執行責任者を務め、2013年1月から2015年5月まで理事を務めた。ニュー・スクールズ・ネットワークはフリー・スクール設立を目指す団体を支援するチャリティー組織である。
エヴァンスは英国商業会議所の政策担当と保守党調査部の副部長を歴任した。
2014年9月12日、ハーリンゲイ・ロンドン自治区のボウズ・パークにおけるボウズ・パークのエヴァンス女男爵（一代貴族）に叙された。10月28日にはキャッシュマン男爵とともに貴族院に紹介された。彼女は当時の女性貴族では最年少であった。
2015年に政府院内幹事を務め、2016年1月に「効果的に更生させるには教育が刑務所のシステムの中心でなければならない」と演説した。2016年7月14日、首相テリーザ・メイにより貴族院院内総務に任命された。

## 私生活
夫はマイケル・ファロンが国防大臣を務めていたときに彼の特別顧問を務めた。